# Kałapetrowci
Kałapetrowci (mac. Калапетровци) – wieś w gminie miejskiej Sztip w środkowej Macedonii Północnej.

## Demografia
Według spisu ludności z 2002 we wsi Kałapetrowci mieszkało 7 mieszkańców.

### Rasy i pochodzenie
Według wyżej wspomnianych danych we wsi Kałapetrowci mieszkało 7 Macedończyków.